# Coupe de Russie de football 2004-2005
Navigation
Coupe de Russie 2003-2004 Coupe de Russie 2005-2006
La Coupe de Russie 2004-2005 est la 13e édition de la Coupe de Russie depuis la dissolution de l'URSS.
Le CSKA Moscou remporte la compétition face au FK Khimki et se qualifie pour le premier tour de la Coupe UEFA 2005-2006.
La compétition suivant un calendrier sur deux années, contrairement à celui des championnats russes qui s'inscrit sur une seule année, celle-ci se trouve de fait à cheval entre deux saisons de championnat ; ainsi pour certaines équipes promues ou reléguées durant la saison 2004, la division indiquée peut varier d'un tour à l'autre.

## Huitièmes de finale
| Club                            | Score   | Club                       | Aller   | Retour  |
| ------------------------------- | ------- | -------------------------- | ------- | ------- |
| FK Moscou (D1)                  | 2 - 6   | (D1) CSKA Moscou           | 1 - 3   | 1 - 3   |
| Torpedo Moscou (D1)             | 4 - 1   | (D2) Metallourg Lipetsk    | 3 - 0   | 1 - 1   |
| Alania Vladikavkaz (D1)         | 1 - 3   | (D2) FK Khimki             | 0 - 2   | 1 - 1   |
| Rotor Volgograd (D2)            | forfait | (D1) Chinnik Iaroslavl     | forfait | forfait |
| Tchernomorets Novorossiisk (D2) | forfait | (D1) Amkar Perm            | forfait | forfait |
| Dynamo Moscou (D1)              | 1 - 2   | (D1) Krylia Sovetov Samara | 1 - 1   | 0 - 1   |
| FK Rostov (D1)                  | 1 - 2   | (D1) Saturn Ramenskoïe     | 1 - 2   | 0 - 0   |
| Zénith Saint-Pétersbourg (D1)   | 1 - 0   | (D2) Kouban Krasnodar      | 0 - 0   | 1 - 0   |

## Quarts de finale
| Club                          | Score | Club                       | Aller | Retour |
| ----------------------------- | ----- | -------------------------- | ----- | ------ |
| FK Khimki (D2)                | 4 - 1 | (D1) Torpedo Moscou        | 1 - 1 | 3 - 0  |
| Zénith Saint-Pétersbourg (D1) | 8 - 1 | (D1) Chinnik Iaroslavl     | 4 - 0 | 4 - 1  |
| Amkar Perm (D1)               | 2 - 1 | (D1) Krylia Sovetov Samara | 1 - 0 | 1 - 1  |
| CSKA Moscou (D1)              | 2 - 1 | (D1) Saturn Ramenskoïe     | 2 - 1 | 0 - 0  |

## Demi-finales
| Club                          | Score | Club             | Aller | Retour |
| ----------------------------- | ----- | ---------------- | ----- | ------ |
| FK Khimki (D2)                | 2 - 0 | (D1) Amkar Perm  | 2 - 0 | 0 - 0  |
| Zénith Saint-Pétersbourg (D1) | 1 - 2 | (D1) CSKA Moscou | 1 - 0 | 0 - 2  |

## Finale
| ·              |                      |     |
| Titulaires :   |                      |     |
|                |                      |     |
| 35             | Igor Akinfeïev       |     |
| 2              | Deividas Šemberas    |     |
| 4              | Sergueï Ignachevitch |     |
| 6              | Alexeï Bérézoutski   |     |
| 24             | Vassili Bérézoutski  |     |
| 7              | Daniel Carvalho      |     |
| 8              | Rolan Goussev        | 79e |
| 18             | Iouri Jirkov         |     |
| 22             | Ievgueni Aldonine    |     |
| 9              | Ivica Olić           |     |
| 11             | Vágner Love          |     |
|                |                      |     |
| Remplaçants :  |                      |     |
| 17             | Miloš Krasić         | 46e |
| 15             | Chidi Odiah          | 55e |
| 19             | Juris Laizāns        | 71e |
|                |                      |     |
| Entraîneur :   |                      |     |
| Valeri Gazzaev |                      |     |

| ·               |                       |     |
| Titulaires :    |                       |     |
|                 |                       |     |
| 21              | Georgi Lomaia         |     |
| 3               | Andriy Proshyn        |     |
| 5               | Iurie Priganiuc       |     |
| 18              | Miodrag Jovanović     |     |
| 6               | Andreï Perov          |     |
| 8               | Vitali Grichine       |     |
| 11              | Andreï Tikhonov       |     |
| 13              | Andreï Iechtchenko    |     |
| 19              | Timofei Kalachev      |     |
| 26              | Rouslan Nakouchev     | 82e |
| 23              | Aleksandr Danishevsky | 82e |
|                 |                       |     |
| Remplaçants :   |                       |     |
| 9               | Oleg Ivanov           | 82e |
| 27              | Aleksandr Antipenko   | 82e |
|                 |                       |     |
| Entraîneur :    |                       |     |
| Pavel Yakovenko |                       |     |

| ·              |                      |     |
| Titulaires :   |                      |     |
|                |                      |     |
| 35             | Igor Akinfeïev       |     |
| 2              | Deividas Šemberas    |     |
| 4              | Sergueï Ignachevitch |     |
| 6              | Alexeï Bérézoutski   |     |
| 24             | Vassili Bérézoutski  |     |
| 7              | Daniel Carvalho      |     |
| 8              | Rolan Goussev        | 79e |
| 18             | Iouri Jirkov         |     |
| 22             | Ievgueni Aldonine    |     |
| 9              | Ivica Olić           |     |
| 11             | Vágner Love          |     |
|                |                      |     |
| Remplaçants :  |                      |     |
| 17             | Miloš Krasić         | 46e |
| 15             | Chidi Odiah          | 55e |
| 19             | Juris Laizāns        | 71e |
|                |                      |     |
| Entraîneur :   |                      |     |
| Valeri Gazzaev |                      |     |

| ·               |                       |     |
| Titulaires :    |                       |     |
|                 |                       |     |
| 21              | Georgi Lomaia         |     |
| 3               | Andriy Proshyn        |     |
| 5               | Iurie Priganiuc       |     |
| 18              | Miodrag Jovanović     |     |
| 6               | Andreï Perov          |     |
| 8               | Vitali Grichine       |     |
| 11              | Andreï Tikhonov       |     |
| 13              | Andreï Iechtchenko    |     |
| 19              | Timofei Kalachev      |     |
| 26              | Rouslan Nakouchev     | 82e |
| 23              | Aleksandr Danishevsky | 82e |
|                 |                       |     |
| Remplaçants :   |                       |     |
| 9               | Oleg Ivanov           | 82e |
| 27              | Aleksandr Antipenko   | 82e |
|                 |                       |     |
| Entraîneur :    |                       |     |
| Pavel Yakovenko |                       |     |